# Thaumasura marmoratipennis
Thaumasura marmoratipennis är en stekelart som beskrevs av Girault 1927. Thaumasura marmoratipennis ingår i släktet Thaumasura och familjen puppglanssteklar. Inga underarter finns listade i Catalogue of Life.